# Henry Arfwidsson
Gustaf Axel Henry Arfwidsson, född 19 augusti 1903 i Rydaholms socken, Jönköpings län, död 5 maj 1991 i Sankta Birgitta församling, Kalmar, var en svensk präst. Han var far till Birgit Bender. 
Efter studentexamen i Lund 1924 blev Arfwidsson teologie kandidat 1929, vice komminister i Rydaholms församling 1930, vice pastor i Hjortsberga församling 1931, komminister i Oskars församling 1931, kyrkoherde i Mortorps församling 1936, i Karlslunda församling från 1962 samt kontraktsprost i Södra Möre kontrakt från 1964. Han valdes till ordförande i kommunalfullmäktige 1952, i folkskolestyrelsen 1932 och var ledamot av barnavårdsnämnden och andra nämnder.
Han är begraven på gamla kyrkogården i Rydaholm.